# 4242 Brecher
4242 Brecher è un asteroide della fascia principale. Scoperto nel 1981, presenta un'orbita caratterizzata da un semiasse maggiore pari a 3,1237761 UA e da un'eccentricità di 0,1408419, inclinata di 0,31296° rispetto all'eclittica.